# دم‌بادبزنی دوریختی
دم‌بادبزنی دوریختی (نام علمی: Rhipidura brachyrhyncha) نام یک گونه از سرده دم‌بادبزنی است.